# Petición antisemita

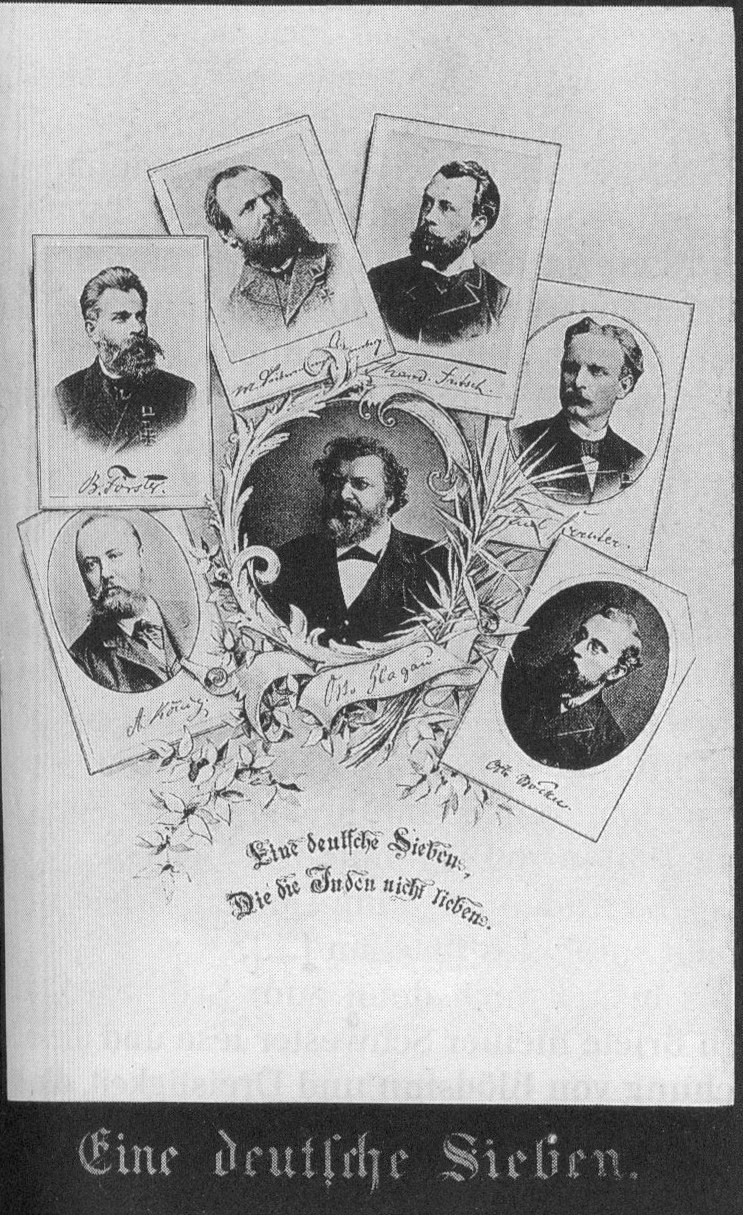
"Eine deutsche Sieben". Montaje de fotografías con retratos de conocidos antisemitas alemanes, probablemente confeccionado en el momento de la petición antisemita de 1880.

Se conoce con el nombre de petición antisemita (en alemán: Antisemitenpetition) a un escrito que circuló en Alemania entre 1880 y 1881, dirigido a Otto von Bismarck, canciller imperial y ministro presidente de Prusia. Iniciada por el movimiento antisemita moderado Berliner Bewegung, esta petición reclamaba la restricción de la igualdad constitucional de los judíos, reconocida en 1869 por la Confederación Alemana del Norte y en 1871 por el Reich Alemán.
Los principales inspiradores del escrito fueron el profesor de física y de astronomía de Leipzig Karl Friedrich Zöllner (1834-1882), el oficial Max Liebermann von Sonnenberg (1848-1911), el profesor de liceo Bernhard Förster (1843-1889), su hermano el periodista Paul Förster (1844-1925) y el profesor de liceo Ernst Henrici (1854-1915). Entre los primeros firmantes, se encuentra el célebre predicador de Berlín, Adolf Stoecker (1835-1909), el editor de Chemnitz, Ernst Schmeitzner (1851-1895), así como el compositor y director de orquesta Hans von Bülow (1830–1894). 

## Demandas
La petición antisemita pide la parada de la emancipación constitucional de los judíos, decidida en 1869 por la Confederación de Alemania del Norte y en 1871 para el Reich alemán. Está justificada por el pretendido aprovechamiento económico y la supuesta descomposición social y racial del pueblo alemán por los judíos. También, su adelanto en las posiciones sociales claves tiene que estar bloqueada. Se pide en particular:
1.- Expulsión de los judíos de la función pública y del ejército. Prohibición de las profesiones jurídicas a los judíos (y más específicamente exclusión de la magistratura).
2.- Prohibición del trabajo de enseñantes judíos en las escuelas primarias, y sólo con una autorización especial para las escuelas superiores y las universidades.
3.- Recuperación de las estadísticas oficiales sobre la población judía.
4.- Restricción de la inmigración de los judíos de Austria-Hungría y de Rusia.

## Debate en la Cámara
A instancias del representante del partido liberal de izquierda, Albert Hänel, la petición antisemita fue debatida el 22 y el 24 de noviembre de 1880 en la Cámara de los Diputados de Prusia. Contrariamente a lo esperado, el ejecutivo no condenó la petición. Explica sólo que no quiere modificar al estado actual de la ley sobre la igualdad de los derechos de las diferentes confesiones religiosas. De este modo, afirma desear quedar sobre el terreno legal de la constitución prusiana y de la ley del reino de 1869. Evita así un apresamiento de posición sobre las prácticas antisemitas de la administración así como sobre la agitación antisemita.
Aparte el partido liberal de izquierda, ningún otro partido representado en la Cámara de diputados condenó la campaña antisemita. La mayoría defendió el derecho a la emancipación de los judíos, pero, a su vez, acusó a los judíos de ser responsables de la agitación antisemita.
La mayoría del Zentrum (partido católico del centro) encuentra incluso justificada el ataque de Stoecker contra los judíos. Ludwig Windthorst, el jefe del Zentrum, con respecto a le, se extiende sobre las consecuencias desastrosas del antisemitismo político para la política interior de Alemania y para la situación de la minoría católica. No puede evidentemente hablar "que en su nombre propio", desaprobando el procedido contra los judíos y afirmando su desacuerdo contra el plebiscito.
El jefe de los conservadores, Ernst von Heydebrand, habla con duras palabras contra los judíos. Los conservadores libres no quieren prestar mano-fuerte a los liberales de izquierda y los liberales-nacionales quedan sobre su reserva. Solo Eugen Richter, a la sazón jefe del Partido progresista alemán, se opone directamente a Stoecker y reprocha de ser corresponsable de la petición. Además, critica a los socialistas que están obnubilados por la lucha contra las potencias financieras y que no se preocupan del avance del odio racial.

## Petición de firmas y presentación
La recogida de firmas tuvo lugar en toda Alemania, con la intención de solicitar un plebiscito.
Los efectos de la petición popular se hicieron evidentes en la política prusiana a partir de 1884. En los dos años siguientes, 10 000 judíos fueron expulsados del país, así como 25 000 polacos no judíos. La base jurídica de estas expulsiones fue la conocida como "Derecho de sangre" (ius sanguinis) introducida en Prusia en 1842. Los expulsados no podían obtener la nacionalidad prusiana ni la nacionalidad alemana, quedando como extranjeros bajo un régimen jurídico especial.